# یودای اوکودا
یودای اوکودا (ژاپنی: 奥田 雄大؛ زادهٔ ۱ مهٔ ۱۹۹۷) یک بازیکن فوتبال اهل ژاپن است.
از باشگاه‌هایی که در آن بازی کرده‌است می‌توان به باشگاه فوتبال توکوشیما ورتیس اشاره کرد.